# 3547 Serov
3547 Serov (1978 TM6) là một tiểu hành tinh vành đai chính được phát hiện ngày 2 tháng 10 năm 1978 bởi L. Zhuravleva ở Nauchnyj.